# Padenia intermedia
Padenia intermedia là một loài bướm đêm thuộc phân họ Arctiinae, họ Erebidae.